# Caméra zénithale

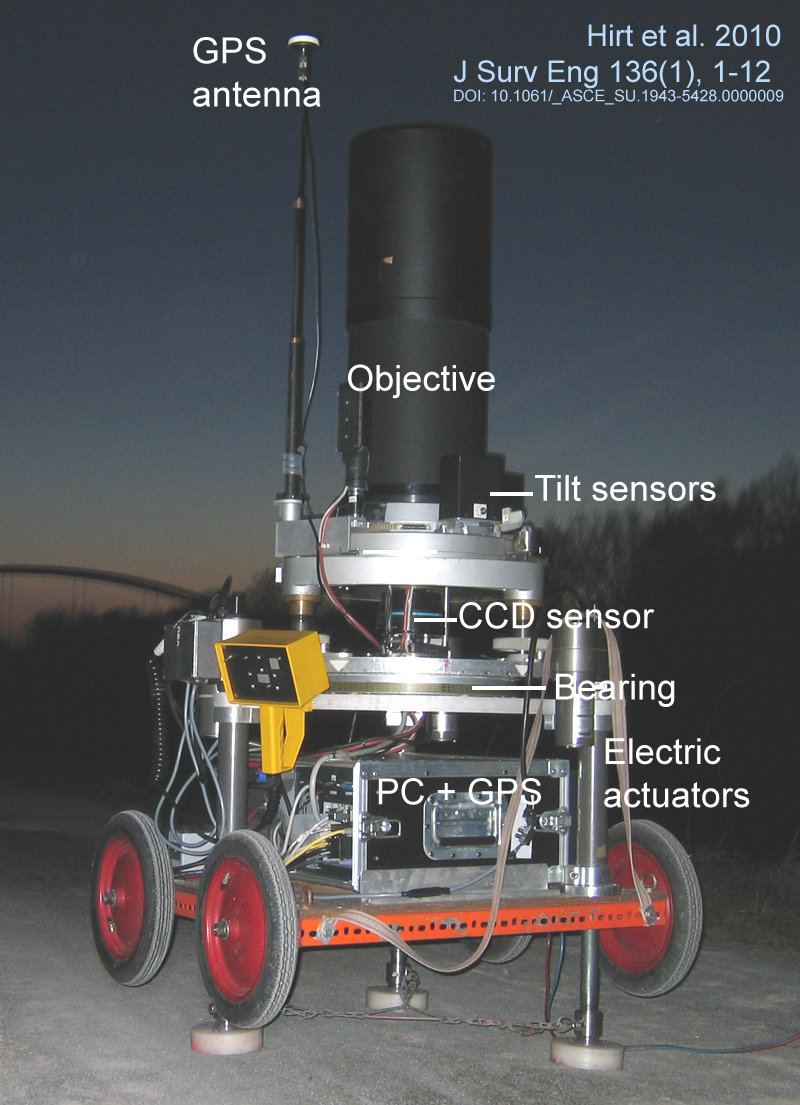
Caméra zénithale digitale de l'université de Hanovre servant à mesurer la déviation de la verticale.

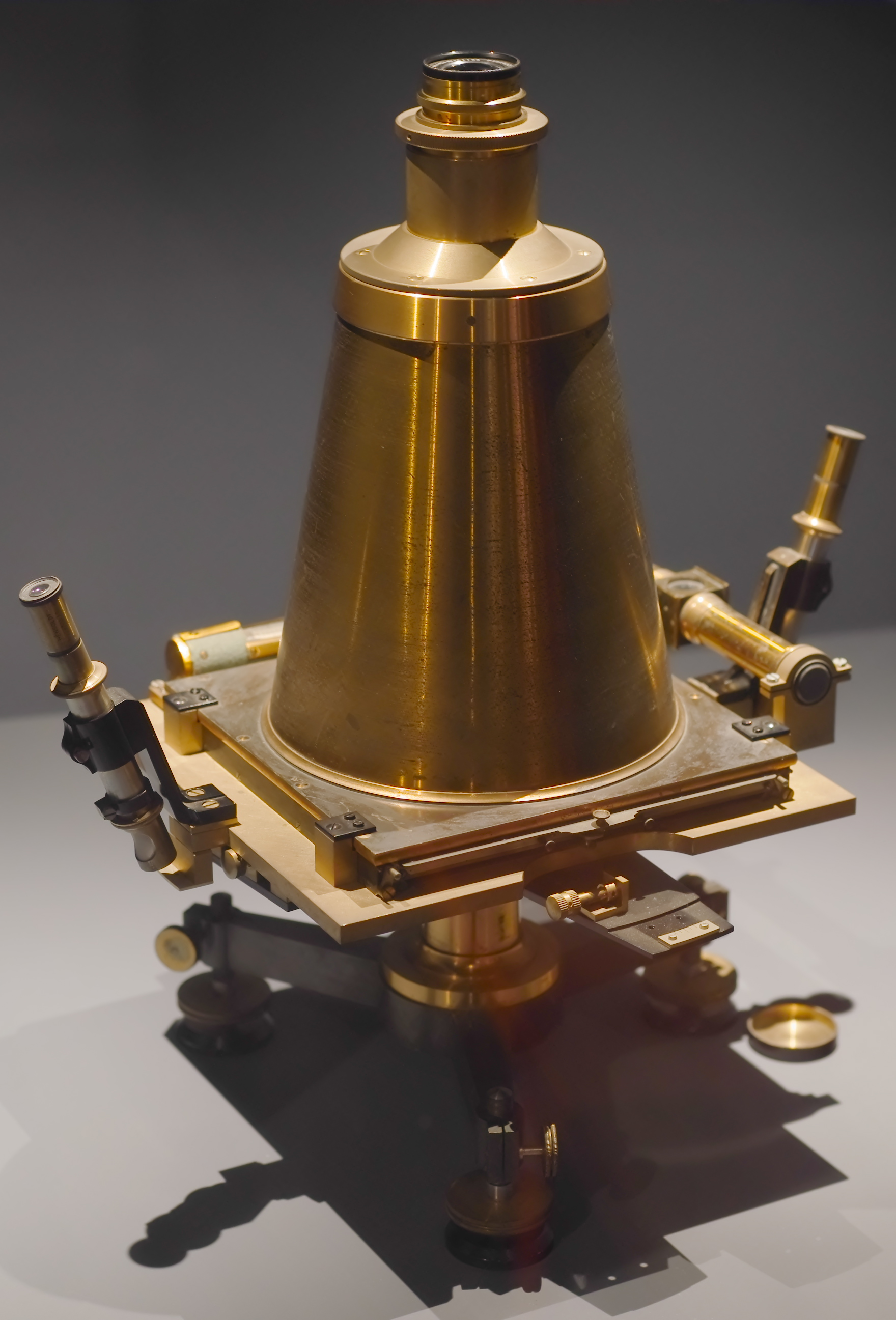
Caméra zénithale historique de marque Max Fechner (Potsdam, vers 1900).

Une caméra zénithale est une caméra compacte utilisée pour filmer les étoiles voisines du zénith, afin de déterminer la verticale exacte. Ce sont des instruments indispensables pour la géodésie cosmique, l'étude de la figure de la Terre (mesure de la latitude et de son évolution) et des coordonnées des astres. Il en existe deux versions :
- argentique : caméra de 30 à 100 cm de focale, dotée d'une plaque photographique ultra-sensible, d'une monture de précision permettant une rotation de 90° ou même 180° autour d'un axe vertical.
- Caméra numérique: focale de 10–50 cm et capteur CCD à la place de la plaque photographique. Du fait du temps d'exposition plus court, il n'est pas nécessaire de placer l'axe de rotation avec autant de précision qu'avec un appareil photographique. Ces caméras sont donc plus petites et plus faciles à transporter.

Après une première exposition (d'environ 5–10 secondes), l'appareil est tourné de 180° et l'on procède à une nouvelle exposition. L'analyse des arcs de trajectoire des étoiles comprise dans le champ optique permet de trouver le centre de rotation sur la sphère céleste et donc la verticale. L'inclinaison de l'axe de l'appareil peut être détectée avec un niveau à bulle ou un clinomètre.
On n'utilise plus guère les caméras argentiques, car le dépouillement des clichés au stéréocomparateur prend environ 1 à 2 heures. Le résultat fourni par l'instrument, ce sont les coordonnées-images des trajectoires stellaires (environ 100 étoiles).
L'emploi de caméras digitales aboutit à une déterminer de la verticale avec une incertitude comprise entre 0,05" et 0,1", ce qui permet de construire le géoïde local au millimètre près. L'emploi de capteurs digitaux et d'un algorithme de traitement d'images fournit les coordonnées stellaires automatiquement. En Europe, ces instruments sont fabriqués par l'Université de Hanovre, l'Université technique de Vienne et l'École polytechnique fédérale de Zurich. Ils devraient permettre aux pays d'Europe centrale de déterminer le « géoïde centimétrique », projet lancé depuis 1995.